# Sezemice u Mnichova Hradiště
Sezemice (deutsch Sezemitz, auch Sesemitz) ist eine Gemeinde in Tschechien. Sie liegt elf Kilometer westlich von Turnov und gehört zum Okres Mladá Boleslav.

## Geographie
Sezemice befindet sich im Mittelböhmischen Tafelland östlich des Mohelkatales und nördlich der Jizera. Im Osten erhebt sich der Hügel Slavín (291 m).
Nachbarorte sind Sedlisko, Kobyly und Nechálov im Norden, Kojecko und Havlovice im Nordosten, Jirsko und Svijanský Újezd im Osten, Koryta und Sovenice im Süden, Drahotice und Křivolačiny im Südwesten, Buřínsko im Westen sowie Sovinky und Buda im Nordwesten.

## Geschichte
Das am alten Landessteig von Prag in die Oberlausitz gelegene Dorf Sezemice wurde in der Gründungsurkunde des Benediktinerklosters Kladrau von 1115 zusammen mit dem zum Sprengel gehörigen Vladislavice als ein Geschenk des Herzogs Vladislav I. angegeben. Diese Urkunde hat sich inzwischen als nachträgliches Falsifikat vom Ende des 12. Jahrhunderts erwiesen.
Im 12. Jahrhundert erhielt das Kloster Hradiště die südlich an den Sezemicer Sprengel anstoßenden Gebiete, der Grenzwald im Norden ging in den Besitz der Markwartinger über. Im Jahre 1237 verkaufte der Kladrauer Abt Regner Sezemice an dem Markwartinger Gallus von Lämberg. Dieser übergab den neu erworbenen Besitz dem Johanniterorden als Grundstock für die Gründung der Kommende St. Marien in Český Dub. Das Gebiet von Sezemice war an drei Seiten von den Besitzungen des Klosters Hradiště umgeben und nur nach Norden mit den Gütern der Kommende verbunden. 1425 und 1429 verwüsteten die Hussiten unter Andreas Prokop die Ländereien der Kommende so stark, dass sie von den Johannitern aufgegeben wurde. Die Herrschaft Český Dub wurde zunächst von Jan Čapek ze Sán besetzt. Das Dorf Sezemice kam zur Herrschaft Friedstein und in den 1490er Jahren zur Herrschaft Kleinskal. Nach dem Ständeaufstand von 1547 gehörte das Dorf zum konfiszierten Besitz Adam von Wartenbergs, die Johann von Oppersdorff erhielt und an die Herrschaft Rohozec anschloss. Ab dem 16. Jahrhundert bestand im Ort eine Gemeinde der Böhmischen Brüder, die sich in privaten Häusern des Ortes traf.
Nach dem Tode Adam von Wartenbergs konnten dessen Söhne 1565 die väterlichen Güter zurückerlangen. Bei der Teilung des Erbes wurde das Dorf der neu errichteten Herrschaft Svijany zugeschlagen und verblieb dort bis zur Aufhebung der Patrimonialherrschaften im Jahre 1850. Zu den Besitzern des Dorfes gehörten u. a. die Smiřický von Smiřice, ab 1614 Joachim Andreas von Schlick und nach dessen Hinrichtung Maximilian von Waldstein sowie ab 1814 die Fürsten Rohan.
Im Jahre 1850 entstand die politische Gemeinde Sezemice/Sezemitz im Bezirk Münchengrätz. 1886 wurde mit dem Gut „U Zemanů“ eines der bedeutendsten Baudenkmäler des Dorfes abgerissen. Das große und reichhaltig mit Holzornamenten verzierte Umgebindewohnhaus war als heimliches Bethaus der Böhmischen Brüder errichtet worden.
Nach der Auflösung des Okres Mnichovo Hradiště wurde Sezemice zum 1. Jänner 1961 in den Okres Mladá Boleslav eingegliedert. 1980 erfolgte die Eingemeindung nach Loukovec. Seit 1992 besteht die Gemeinde Sezemice wieder.

## Sehenswürdigkeiten
- Kirche St. Bartholomäus, das seit 1352 nachweisbare Gotteshaus gehörte zum Dekanat Turnov und war bis zu den Hussitenkriegen auch Pfarrkirche für die Dörfer Drahotice, Buda, Kobyly, Sedlisko und einen Teil von Havlovice. Danach erlosch die Pfarre in Sezemice. Im Jahre 1610 erfolgte auf Veranlassung von Joachim Andreas von Schlick ein Neubau der Kirche. Bis 1671 war sie Filialkirche von Mnichovo Hradiště. Mit der Wiedererrichtung der Pfarre in Loukov wurde die Filiale Sezemice aufgegeben und an den Pfarrbezirk Loukov angeschlossen. 1853 erhielt die Kirche bei einem Umbau ihre heutige Gestalt. Dabei wurde auch der hölzerne Glockenturm aus dem Jahre 1666 abgetragen und am westlichen Teil des Schiffes ein Kirchturm angebaut.
- Statue des Hl. Johannes von Nepomuk, auf dem Dorfplatz
- Statue des Hl. Gotthard

## Gemeindegliederung
Die Gemeinde Sezemice besteht aus den Ortsteilen Jirsko 1.díl (Girsko 1. Anteil) und Sezemice (Sezemitz) sowie der Ortslage Rokol.